# Université Libre de Bruxelles
Université Libre de Bruxelles (Bryssels fria universitet), ULB, är ett franskspråkigt universitet i Bryssel i Belgien. Det grundades den 20 november 1834 som det första universitetet i den belgiska huvudstaden Bryssel.
Det rankas som det 175:e främsta lärosätet i världen i Times Higher Educations ranking av världens främsta lärosäten 2018.

## Historik
När Belgien blev en egen stat till följd av belgiska revolutionen 1830 och Bryssel blev huvudstad, fanns det tre statliga universitet på belgiskt territorium, i Gent, Liège och Leuven. Bryssel hade dock inget universitet, och detta ansågs av många vara en brist för den nyblivna huvudstaden.
Initiativet till att bilda ett universitet i staden inleddes 1831 av en grupp frimurare i Bryssel som innehöll personer verksamma inom konst, vetenskap och utbildning. Pierre-Théodore Verhaegen ses som universitetets grundare. Resultatet blev Université Libre de Belgique som öppnade sina portar 20 november 1834. Namnet byttes till Université Libre de Bruxelles 1836.
Från 1935 skedde undervisning på vissa kurser även på nederländska (förutom franska), men först 1963 fanns det kurser på båda språken vid samtliga fakulteter. Efter en uppslitande språkstrid vid det Katolska universitetet i Leuven delades även universitetet i Bryssel 1969 upp i ett franskspråkigt och ett nederländskspråkigt universitet. Den 28 maj 1970 skedde den formella uppdelningen av det tidigare universitetet i två formellt helt fristående universitet: dels det nya Université Libre de Bruxelles, som enbart var franskspråkigt, och dels det nederländskspråkiga Vrije Universiteit Brussel (VUB).

## Framstående forskare och alumner
Fyra forskare vid universitetet har under åren belönats med Nobelpriset:
- Jules Bordet (1870–1961), läkare, belönades 1919 med Nobelpriset i fysiologi eller medicin
- Albert Claude (1899–1983), biolog, belönades 1974 med Nobelpriset i fysiologi eller medicin
- Ilya Prigogine, (1917–2003), fysiker och kemist, belönades 1977 med Nobelpriset i kemi
- François Englert, (1932–), teoretisk fysiker, belönades 2013 med Nobelpriset i fysik

Bland  alumnerna finns flera kända namn:
- Henri La Fontaine, som tilldelats Nobels fredspris, studerade juridik på skolan.
- Charles Michel, belgisk premiärminister, studerade juridik.
- Paul-Henri Spaak, belgisk premiärminister och en av Europeiska unionens grundare.
- Camille Gutt, Internationella valutafondens första verkställande direktör.
- Amir-Abbas Hoveyda, iransk premiärminister.